# Часовня Казанской иконы Божией Матери (Ярославль)
Часовня Казанской иконы Божией Матери — часовня-памятник в центре Ярославля, на набережной реки Которосль перед Святыми воротами Спасо-Преображенского монастыря. Освящена в честь Казанской иконы Божией Матери в августе 1997 года во время празднования 385-летия выхода ополчения на Москву. Автор проекта — архитектор Г. Л. Дайнов.
Часовня изображена на 1000-рублёвой купюре.

## Историческая основа
Второе народное ополчение, возникшее в Нижнем Новгороде для освобождения Москвы от захватчиков, двинулось вверх по Волге и остановилось в Ярославле, где в течение четырех месяцев набирало силу. В период стояния ополчения (его штаб находился в Спасо-Преображенском монастыре) Ярославль выполнял функции столицы государства. От стен монастыря ополчение 27 июля 1612 года двинулось на Москву. Часовня возведена в память об этом освободительном походе и особой роли Ярославля в период Смутного времени.

## Архитектура памятника
Верхняя часть часовни-памятника представляет собой восьмерик, увенчанный шатровым перекрытием с золоченой главой на узком барабане — прием, широко распространенный в ярославском зодчестве XVII века. Восьмерик опирается на четыре арки, оформленные в виде перспективных порталов. Диагональные контрфорсы, поддерживающие арки, придают сооружению сходство с обелиском.
Во внутреннем пространстве часовни, под восьмериком, подвешен небольшой колокол. За ним, в восточной арке, помещена витражная преграда с ростовым изображением Христа Спасителя. В основании витража, под колоколом, расположена плита со словами «Народному ополчению 1612 года от благодарных потомков». На гранях восьмерика размещены иконы, выполненные в виде рельефных изображений: с запада - Казанской иконы Божией Матери, с севера - Георгия Победоносца, с юга - Архангела Михаила, с востока - Спаса Нерукотворного. 